# خس نفاذ
حسن السم الخس النفاذ أو الخَسُّ البَرِّيُّ أو الخس المر أو خس السمّ أو لُبَيْنَه أو اللبين هونوع نباتي عشبي يتبع جنس الخس من الفصيلة النجمية.

## الانتشار
ينتشر في معظم مناطق أوروبا.

## الوصف النباتي
نبات عشبي ثنائي الحول. الأوراق متموضعة مباشرة على الساق (دون عنيقة)، ولها أشواك صغيرة على جانبيها وفي الوسط.